# كريستين آمور
كريستين آمور (بالإنجليزية: Christine Amor)‏ هي ممثلة أسترالية، ولدت في 1952 في بريزبان في أستراليا.

## وصلات خارجية
- كريستين آمور على موقع IMDb (الإنجليزية)
- كريستين آمور على موقع أول موفي (الإنجليزية)
- كريستين آمور على موقع قاعدة بيانات الفيلم (الإنجليزية)